# Kasbachtalbahn

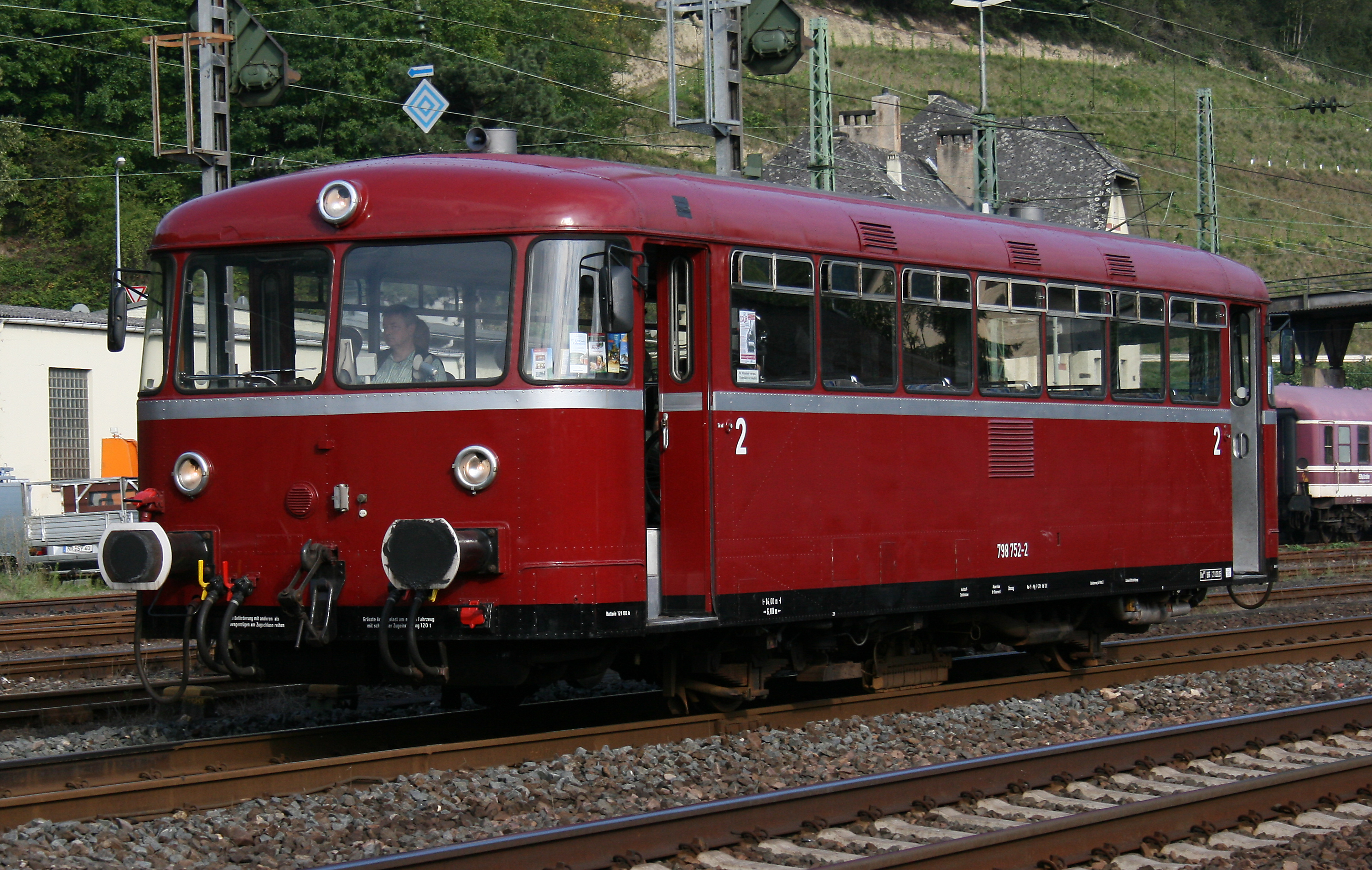
« Uerdinger Schienenbus » en gare de Linz am Rhein

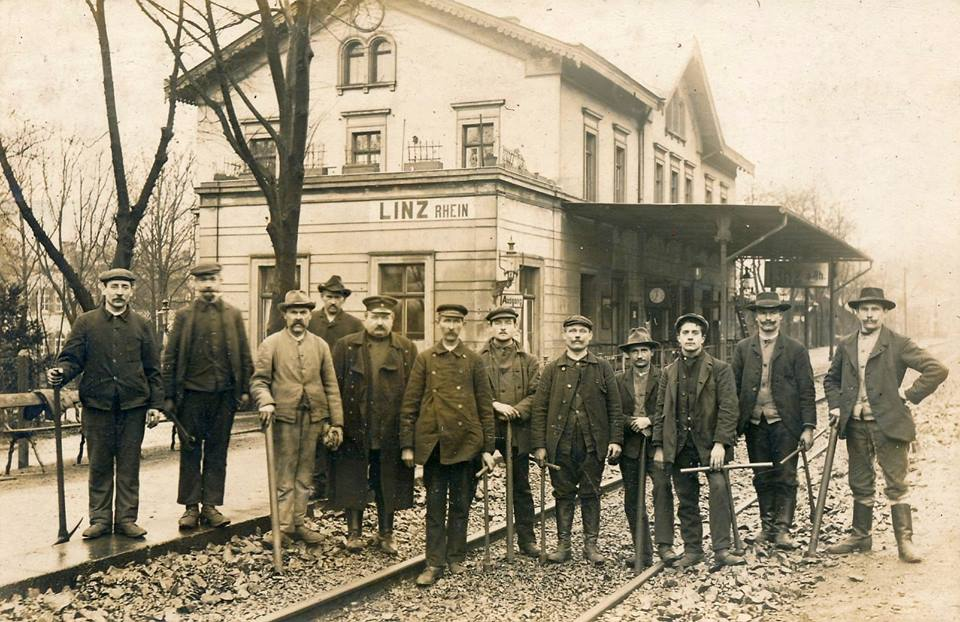
Gare de Linz am Rhein au début du XXe siècle

La Kasbachtalbahn (chemin de fer de la vallée du Kasbach) est une ancienne ligne ferroviaire qui monte depuis Linz en vallée du Rhin, Allemagne vers les collines du Westerwald, et fut utilisée jadis pour transporter notamment des pierres basaltiques avant leur chargement sur des péniches du Rhin. Depuis 1999, la ligne est utilisée pour des excursions touristiques pittoresques au départ de la gare de Linz jusqu’à la localité de Kalenborn, durant essentiellement les weekends et surtout en période estivale.
C’est une ligne secondaire à une voie, non électrifiée qui relia jadis la ville de Linz sur le Rhin (et la ligne principale perpendiculaire à droite du Rhin) avec la localité de Flammersfeld dans le massif du Westerwald, sur une longueur initiale de 35,2 km. Après une montée escarpée depuis la vallée du Rhin, près du ruisseau de Kasbach, son tracé descend en vallée de la rivière Wied qu’il longe entre les villages de Wiedmühle et de Peterslahr.
Aujourd’hui ne restent que les premiers 8,9 km du tracé initial, de Linz à Kalenborn, incluant la plus forte montée de 5,7 % (une des plus importantes d’Allemagne), sur une dénivellation d’environ 300 mètres. Cette partie fut ouverte au public touristique depuis le 4 avril 1999 pour des excursions en autorail Uerdinger Schienenbus, avec une cadence horaire depuis Linz les weekends de mars à décembre, plus les mercredis de mai à octobre.

## Histoire

### Antécédents jusqu’en 1912
Les initiatives pour la création d’une liaison ferroviaire entre le Rhin et le Westerwald débutèrent déjà en 1876. Une des propositions était de construire une voie étroite avec un écartement des rails de 1000 mm dans la vallée de la Wied, reliant la ville de Neuwied avec Neustadt (Wied), pour transporter le minerai de fer depuis les lieux d’extraction en région de Neustadt-Flammersfeld jusqu’aux ferronneries de Neuwied et de Sayn, mais aussi pour amener les pierres des nombreuses carrières vers la vallée du Rhin. Cette ligne devait également favoriser le développement économique de la région et contrecarrer le départ des petits paysans vers les centres industriels. Un prolongement par la suite de Neustadt vers Asbach devait permettre la liaison avec la Bröltalbahn (de) qui fit déjà finalisée en 1892 en tant que ligne à voie étroite, reliant Asbach à Hennef (Sieg).
Une autre proposition consistait dans la création d’un tracé assez court pour relier Linz directement avec la vallée de la Wied, afin d’optimiser le transport des pierres basaltiques vers le Rhin. Il y avait aussi un certain intérêt en vallée supérieure de la Wied pour avoir un lien direct avec le réseau national d’alors, les Chemins de fer d'État de la Prusse. 
La Basalt AG (de), entreprise réputée créée à Linz en 1888, déclara en 1902 à la direction royale des chemins de fer, de vouloir faire transporter annuellement 150 000 tonnes de pierres basaltiques par le chemin de fer. Finalement, la construction de la ligne à une voie, à écartement standard, de Linz à Seifen par Neustadt, fut autorisée le 6 juillet 1905, avec à Linz le lien avec le réseau à droite du Rhin, et à Seifen un lien avec la ligne du Holzbachtalbahn (de). La construction débuta en avril 1909 et dura 3 ans. L‘inauguration eut lieu le 1er octobre 1912. Le cout total de 7,5 millions de Marks fut en grande partie à la charge des communes limitrophes.

### Train à crémaillère
Les grandes pentes allant jusqu’à 57 ‰ d’inclinaison dans les sections entre Kasbach et Kalenborn (environ 300 m de dénivelé), puis entre Elsaff et Vettelschoß (environ 200 m de dénivelé) nécessitèrent l’emploi d’une crémaillère à ces endroits. Ainsi, le tracé vers Kalenborn comprit deux sections à crémaillère d’une longueur totale de 5 080 m, et celui vers Vettelschoss également 2 sections avec 3 620 m. Il fut important sur ces deux passages à grande pente, qui les locomotives firent situés du côté vallée. De ce fait la gare de Lorscheid (aujourd’hui commune de St. Katharinen) fut conçu en Cul-de-sac (gare terminus). Les trains de marchandises en provenance de Flammersfeld durent être séparés, à Wiedmühle, sur des charges de 120 à 150 tonnes.
Les locomotives à crémaillère d’alors furent du type T 26 à vapeur (de). Une totalité de 13 de ces locomotives furent en service sur cette ligne.
Le fonctionnement à crémaillère fut abandonné en août 1931 après que des locomotives de la série 94 furent mises en service (depuis 1924 déjà), équipées de freins à contre pression.

### Après 1945
Le trafic fut totalement arrêté durant les agissements de guerre en 1945, puis partiellement repris après des réparations, le 13 mars 1945 de Linz à Mittelelsaff et le 8 octobre 1945 de Linz à Mettelshahn (aujourd’hui commune de Neustadt) ou un terminus provisoire fut alors installé. Finalement cette section de Neustadt à Mettelshahn fut totalement abandonnée le 14 mai 1950.
Plus tard, comme en témoigne l’horaire d’été de 1957, la fréquentation Linz-Neustadt fut réduit à deux trains par jour, avant l’arrêt total du transport de voyageurs, le 29 mai 1960. Il y resta alors que le transport de marchandises jusqu’à Wiedmühle, arrêté le 25 septembre 1966. Après cette date une activité résiduelle continua par le transport de pierres basaltiques depuis Kalenborn vers Linz, pour finalement cesser également, le 17 mai 1995.

## Trafic touristique depuis 1998
Après l’arrêt des restes de la ligne (Linz-Kalenborn) par la Deutsche Bahn AG en 1997, l’infrastructure fut reprise en 1998 par la société privée Eifelbahn Verkehrsgesellschaft qui démarra, le 4 avril 1999, des excursions touristiques en utilisant des autorails historiquesUerdinger Schienenbus de la série 798, conçu pour des lignes à forte pente, sous le nom initial de Drachenland-Express, mais baptisé peu de temps après Kasbachtalbahn (chemin de fer de la vallée du Kasbach).
Ces trains des années 1950 circulent uniquement pendant les weekends et les jours fériés, du vendredi saint jusqu’au 4e dimanche de l’avent, dans un rythme de 1 train par heure, puis les mercredis durant les vacances scolaires en Rhénanie-Palatinat et en Rhénanie-du-Nord-Westphalie, au rythme d’un train toutes les 2 heures.
Occasionnellement des sorties spéciales sont proposées avec des locomotives à vapeur, comme cela fut le cas en octobre 2012 lors du 100e anniversaire de la ligne.
Lors de la mise en route de l’activité touristique, un arrêt Brauerei Steffens (brasserie Steffens) fut ajouté en forêt. C’est l’endroit d’une ancienne brasserie, transformée aujourd’hui en restaurant et lieu de visite.